# Едуар Дельдеве
Едуа́р Марі Ерне́ст Дельдеве́ (фр. Edouard-Marie-Ernest Deldevez; 31 травня 1817, Париж — 6 листопада 1897, Париж) — французький скрипаль композитор і диригент.
Найбільш відомий своїм балетом «Пахіта» (ісп. Paquita; 1846), що протягом багатьох років ставили в Росії, наприклад, Маріусом Петіпа, і який успадкованим багатьма російськими балетними трупами. В 1820-е роках Дельдеве брав участь у розробках Жаном Франсуа Сюдром штучної мови Сольресоль.
У 1872-1885 роках Дельдеве — головний диригент Оркестру концертного товариства Паризької консерваторії.